# Sphenophalos
Sphenophalos — вымерший род парнокопытных семейства вилороговые. Эндемик Северной Америки. Существовал в миоцене и раннем плиоцене (23,03 — 4,9 млн лет лет назад). Известны из США (штаты Калифорния, Небраска, Орегон, Флорида, Аризона и Невада).

## Виды
- Sphenophalos garciae
- Sphenophalos middleswarti
- Sphenophalos nevadanus typus

## Галерея

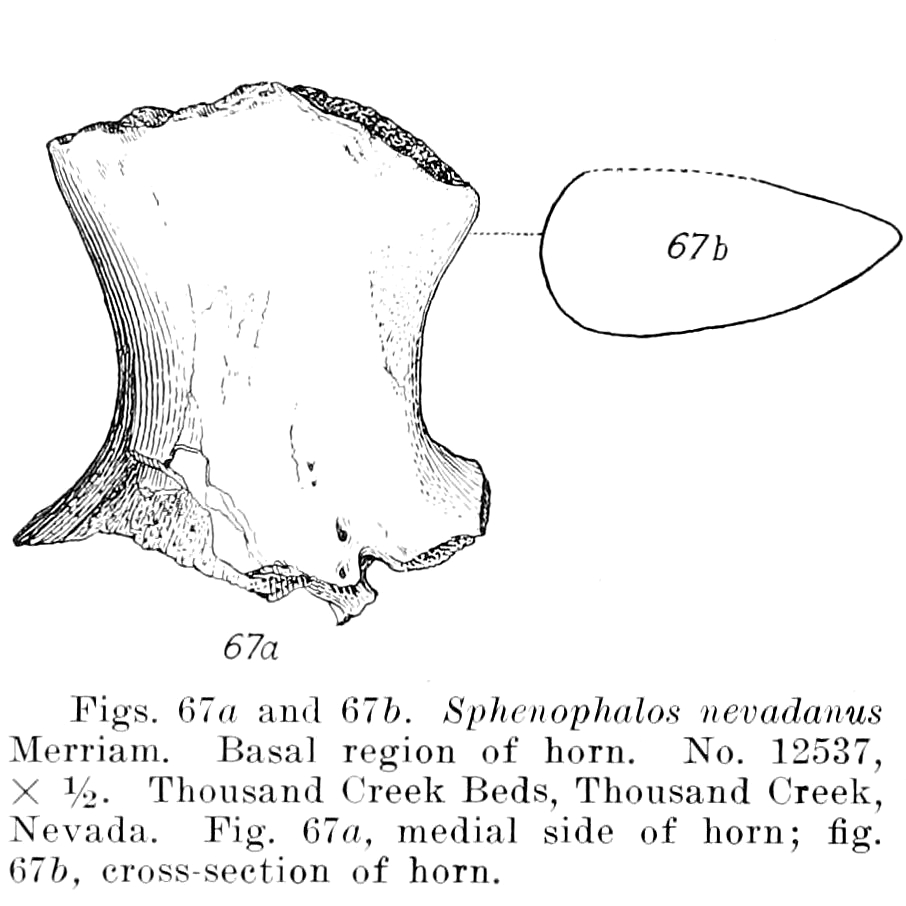
Основание рога Sphenophalos nevadanus
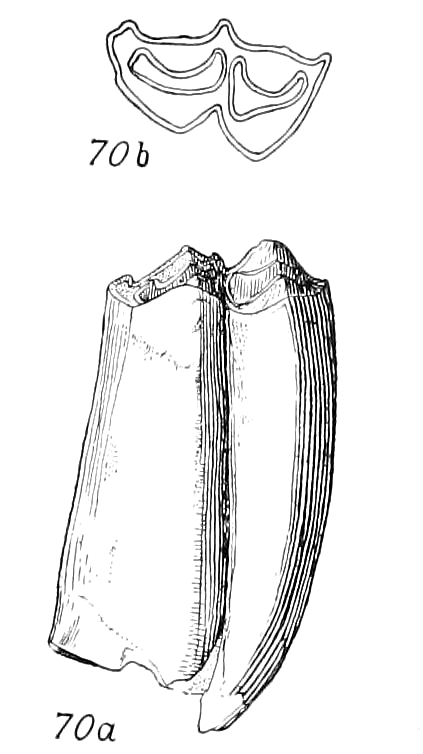
Третий моляр Sphenophalos nevadanus